# George Darwin (cầu thủ bóng đá)
George Darwin (sinh ngày 16 tháng 5 năm 1932) là một cựu cầu thủ bóng đá người Anh thi đấu ở vị trí tiền đạo tầm xa.

## Sự nghiệp
Sinh ra ở Chester-le-Street, Darwin thi đấu cho Kimblesworth Juniors, Huddersfield Town, Mansfield Town, Derby County, Rotherham United, Barrow và Boston.